# Neith Nevelson

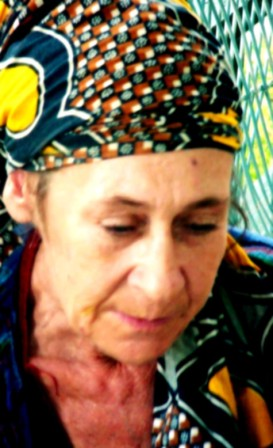
Neith Nevelson, 2004

Neith Nevelson (* 24. Juli 1946 in New York City, New York) ist eine US-amerikanische Malerin.

## Leben
Neith Nevelson entstammt einer jüdisch-amerikanischen Künstlerfamilie. Ihr Vater, Myron Mike Nevelson (1922–2019), war ein bekannter Bildhauer, ihre Mutter, Susan Nevelson (1924–2015), war eine italienische Modedesignerin. Ihre Großmutter väterlicherseits war Louise Nevelson (1899–1988), eine der bedeutendsten Bildhauerinnen des Zwanzigsten Jahrhunderts. Sie wuchs in Florenz, Italien und New York auf, wo schon früh ihr Talent erkannt wurde, dabei erlernte sie die Malerei eher autodidaktisch. Nur kurze Zeit studierte sie an der Accademia di Belle Arti Firenze. Nach ihrem Studium war sie zeitweise Assistentin des spanischen Malers Salvador Dalí.
In Italien war Neith Nevelson politisch aktiv, verließ aber wegen eines 1977 anstehenden Prozesses das Land. Sie lebt heute in Coconut Grove, Miami, Florida.

## Werk
Neith Nevelsons Werke weisen Spuren von Kubismus, Expressionismus und Surrealismus auf. Ihre Themen beschränken sich eigenwillig auf Frauenakte, Pferde und Männerköpfe. Innerhalb der amerikanischen Kunstwelt wird sie der Art Brut (Outsider Art) zugerechnet.
Ihre erste Ausstellung fand 1974 in der Galleria Nuova in Florenz statt. Es folgten Ausstellungen von Florida bis New York City, unter anderem im Guggenheim Museum.